# Toko białogrzbiety
Toko białogrzbiety (Tockus erythrorhynchus) – gatunek średniej wielkości ptaka z rodziny dzioborożców (Bucerotidae). Zamieszkuje Afrykę Subsaharyjską. Jego systematyka jest sporna; w szerokim ujęciu systematycznym występuje w Sahelu i pasie na południe od niego, od Półwyspu Somalijskiego po Tanzanię oraz w centralno-południowej Afryce. Nie jest zagrożony wyginięciem.

## Taksonomia
Po raz pierwszy formalnie gatunek opisał Coenraad Jacob Temminck w 1823 roku. Holotyp pochodził z miasta Mora w Kamerunie. Temminck przydzielił toko białogrzbietemu nazwę Buceros erythrorhynchus. Obecna (2025) nazwa przyjęta przez Międzynarodowy Komitet Ornitologiczny (IOC) i innych autorów to Tockus erythrorhynchus. Na podstawie podobieństwa głosów, zachowań i DNA uznano, że najbliżej spokrewniony z toko białogrzbietym jest toko plamoskrzydły (T. monteiri), poza tym blisko spokrewnione gatunki to toko żółtodzioby (T. flavirostris), czerwonolicy (T. leucomelas) i czarnoskrzydły (T. deckeni).
Systematyka T. erythrorhynchus jest sporna. Na liście ptaków świata opracowywanej przy współpracy BirdLife International z autorami Handbook of the Birds of the World wyróżnia się cztery podgatunki; IOC oraz Clements Checklist of Birds of the World klasyfikują je jako odrębne gatunki, a tym samym uznają toko białogrzbietego za gatunek monotypowy. Autorzy Kompletnej listy ptaków świata za piąty podgatunek toko białogrzbietego uznają toko namibijskiego (T. e. damarensis), stwierdzają jednak, że cały T. erythrorhynchus wymaga rewizji taksonomicznej; inni autorzy uznają toko namibijskiego za osobny gatunek.

## Podgatunki i zasięg występowania
Autorzy Kompletnej listy ptaków świata uznają następujące podgatunki, które zamieszkują:
- T. e. kempi Tréca & Érard, 2000 – toko senegalski – południowa Mauretania i Senegambia na wschód po środkową deltę Nigru;
- T. e. erythrorhynchus (Temminck, 1823) – toko białogrzbiety – środkowa delta Nigru na wschód po Erytreę i Somalię, na południe do Kenii i północnej Tanzanii;
- T. e. ruahae Kemp & Delport, 2002 – toko tanzański – centralna i zachodnia Tanzania;
- T. e. rufirostris (Sundevall, 1850) – toko buszmeński – południowa Angola i północno-wschodnia Namibia na wschód po Zambię i południowe Malawi i na południe do północno-wschodniego RPA;
- T. e. damarensis (Shelley, 1888) – toko namibijski – północno-zachodnia i centralna Namibia oraz południowo-zachodnia Angola[8][9].

## Morfologia

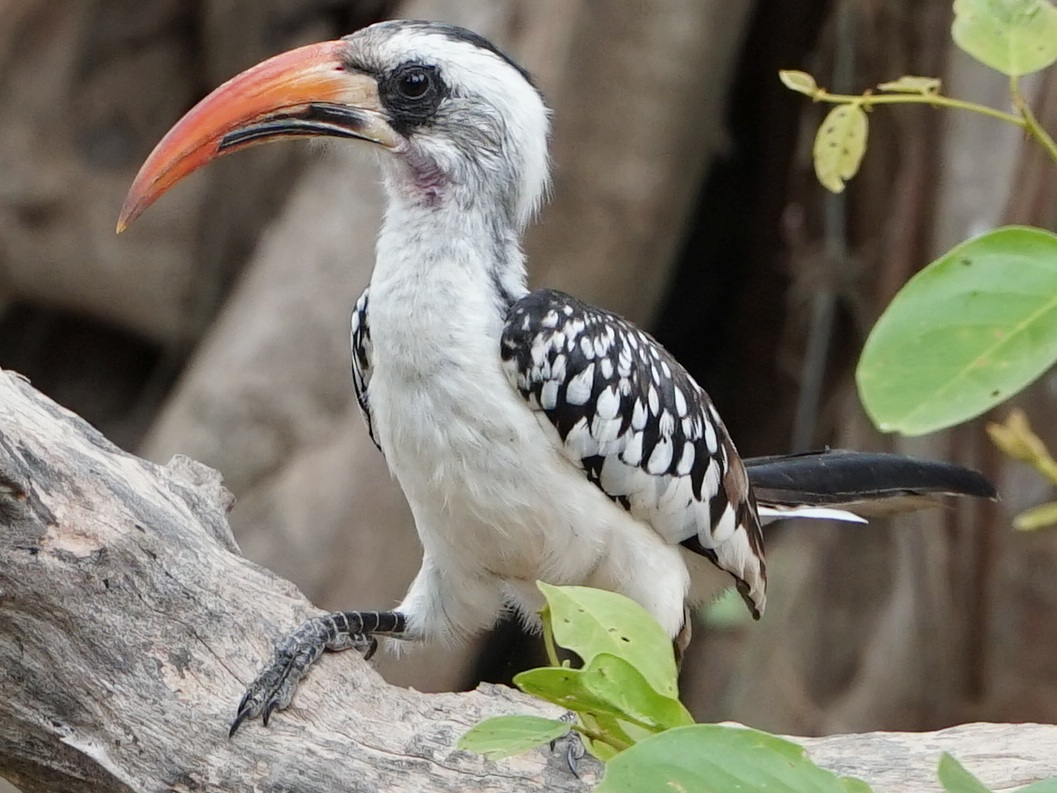
Podgatunek kempi z Afryki Zachodniej

Długość ciała wynosi około 35 cm. U podgatunku nominatywnego masa ciała wynosi 124–185 g u samca, 90–151 g u samicy; u kempi znana masa samca to 182 g, samicy – 148 g, u ruahae odpowiednio 128 i 125 g, u damarensis: samce 200–220 g, samice 150–200 g. Mały, czarno-biały dzioborożec. Pokrywy skrzydłowe plamkowane. Sterówki czarne, z wyjątkiem zewnętrznych. Dziób długi, smukły, czerwony. U samca podgatunku nominatywnego u nasady dzioba widać cienką, żółtą linię, ponadto bliższa głowie połowa żuchwy jest czarna. Naga skóra wokół oka i na gardle żółta po różowawą. Tęczówka brązowa. Samica mniejsza; na żuchwie widać jedynie czarną plamę. Młode są podobne do samców, ale mają krótszy dziób i pomarańczowy. Podgatunki różnią się głównie rozmiarem w stosunku do podgatunku nominatywnego, kolorem oczu i nagiej skóry. T. e. kempi mniejszy, naga skóra przybiera kolor czarny; T. e. ruahae mały, pióra na głowie białe, naga skóra czarna, tęczówka żółta; T. e. rufirostris większy, od przodu głowy do górnej części piersi upierzenie jest bardziej ciemnoszare, na dziobie mniej czerni, naga skóra mięsistoróżowa, tęczówka żółta.

## Ekologia
Gatunek zamieszkuje otwartą sawannę i lasy, zwłaszcza z rzadkim podszytem; w okolicach subsaharyjskich przechodzą w obszary pokryte ciernistymi krzewami i bardziej górzyste, ale w północnej Ghanie już bardziej zwarte lasy, suche lasy z obecnymi roślinami z rodzaju Anogeissus oraz obszary upraw masłoszy Parka. W Malawi i Zambii najchętniej zamieszkuje wysokie lasy Colophospermum mopane. W Etiopii gatunek stwierdzany był do wysokości 2120 m n.p.m. Toko białogrzbiete z podgatunku T. e. ruahae zamieszkują lasy z roślinami z rodzaju Brachystegia, Acacia i Combretum oraz lasy nad brzegami rzek, prawdopodobnie głównie w okolicach baobabów.
Pożywienie toko białogrzbietych stanowią głównie chrząszcze, termity, uskrzydlone larwy i prostoskrzydłe, ale zjada ono także małe kręgowce – gekony, pisklęta (np. wikłaczy czerwonodziobych Quelea quelea i dzierzyków purpurowych Laniarius atrococcineus) oraz gryzonie, głównie martwe. Spożywa także niewielkie ilości owoców, np. Ficus thonningii, Boscia senegalensis, Premna resinosa, Commiphora holtziana i Commiphora riparia, a w porze suchej nawet ziarno (zwłaszcza podgatunek nominatywny). W jednym z badań ustalono, że większość pożywienia ptak znajduje na ziemi. Rzadko łapie coś w locie. Często przyłącza się do innych ptaków (w Etiopii np. abisyniaków Zavattariornis stresemanni), niekiedy tworzy jednogatunkowe stada liczące do 50 osobników.

### Lęgi

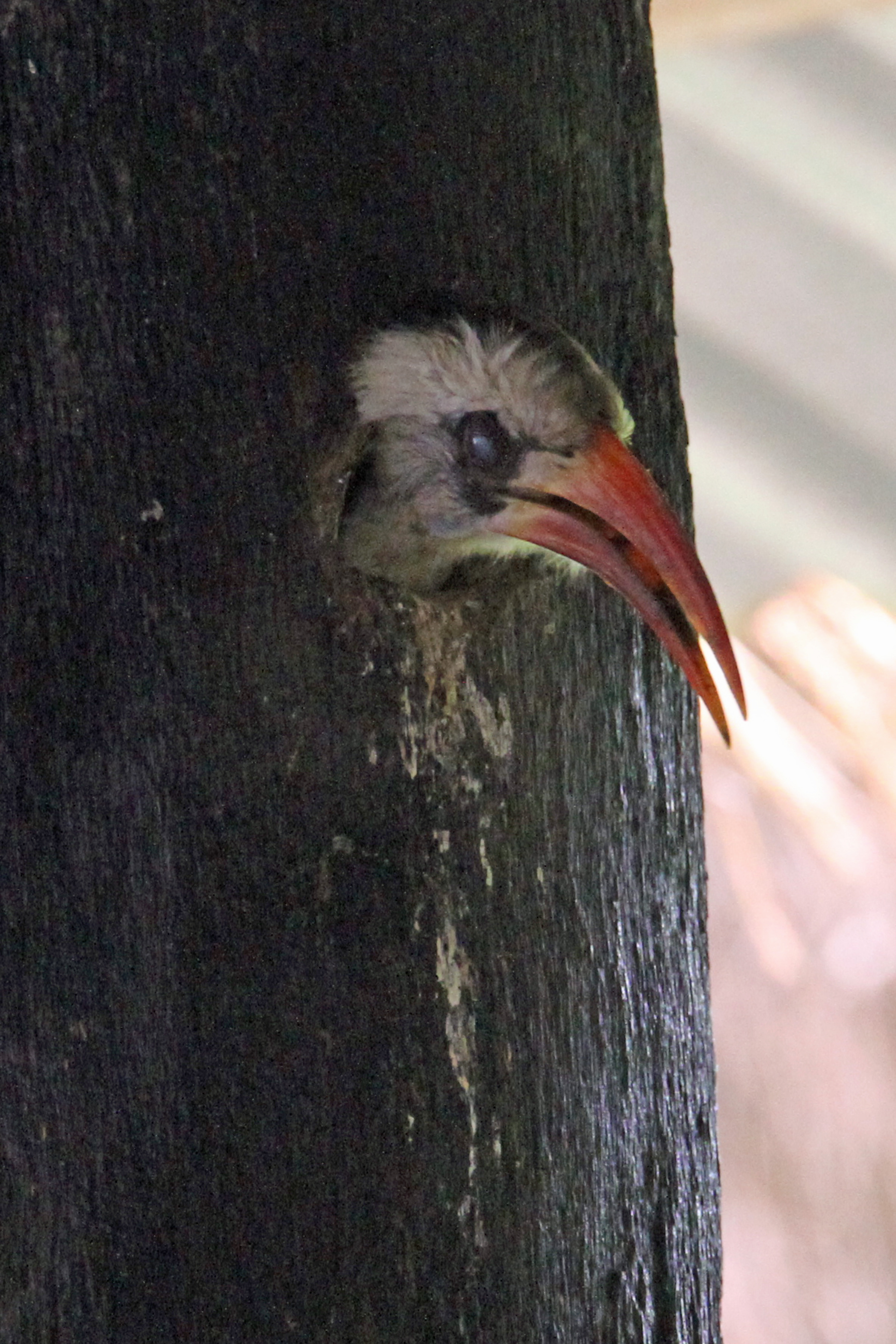
Ptak w dziupli

Przeważnie toko białogrzbiete składają jaja 4 do 7 tygodni po rozpoczęciu się pory deszczowej, ale możliwe, że niosą się przed wystąpieniem opadów – w zachodniej Afryce od marca do listopada, w północno-wschodniej i wschodniej Afryce w różnych miesiącach, np. od marca do maja w Somalii, w lutym i marcu w Namibii, od września do marca w centralnej i południowej Afryce. W nieistniejącej już prowincji Transwal (RPA) średnia wielkość terytorium jednej pary to 10 hektarów. Gniazdo znajduje się w naturalnej dziupli na wysokości 0,3–9,1 m nad ziemią, np. w baobabie, maruli, hurmie, wianowłostce, balsamowcu, także w starej dziupli wąsala, dzięcioła lub w barci; gniazdo ptak wyścieła zielonymi liśćmi i trawą. Ptaki zaklejają otwór; samiec, prócz przynoszenia wyściółki, przynosi materiał do zalepienia otworu dziupli, co robi również samica w pomocą odchodów i resztek jedzenia. Dziupla używana jest kilka sezonów.
W zniesieniu od 4 do 7 jaj o wymiarach 31,5–37 × 22–25,5 mm. Wielkość skorupki zdaje się zmniejszać wraz z kolejnymi złożeniami jaj. Samica składa jaja co 1–7 dni. Wysiadywanie zaczyna się od pierwszego jaja i trwa 23–25 dni. Samiec karmi samicę z częstotliwością 1–17 wizyt przy dziupli na godzinę, w połowie wzrostu piskląt nawet 50 razy na godzinę. W okresie składania jaj trwa pierzenie sterówek i lotek u samicy. Młode osiągają właściwą masę ciała po 28–38 dniach od wyklucia, ale są w pełni opierzone dopiero w 39–50. dniu życia. W Transwalu w 26 gniazdach z 45% jaj wykluły się pisklęta, które dożyły opierzenia; w innym badaniu w Kenii pisklęta wykuły się z 59% jaj (94% z nich dożyło opierzenia). Jedną z przyczyn niepowodzeń w lęgach jest śmierć samca – wiadomo, że na dorosłe toko polują kuglarze (Terathopius ecaudatus), orzełki afrykańskie (Aquila wahlbergi), orły sawannowe (A. rapax), jastrzębiaki małe (Micronisus gabar). Do tego sukces lęgowy zmniejszają jaja niezapłodnione i pęknięte oraz śmierć piskląt z powodu niedożywienia (w liczniejszych lęgach), zalanie gniazda lub uszkodzenie drzewa, w którym było gniazdo. Pewien samiec w niewoli przeżył ponad 18 lat.

## Status zagrożenia
IUCN uznaje toko białogrzbietego za gatunek najmniejszej troski (LC, Least Concern); stosuje ujęcie systematyczne według listy ptaków świata opracowywanej przy współpracy BirdLife International z autorami Handbook of the Birds of the World, obejmujące 4 podgatunki. Za osobny gatunek uznaje toko namibijskiego, także zaliczając go do kategorii najmniejszej troski.
Pospolity ptak, zwłaszcza np. w Etiopii lub północnej Ghanie, występuje w wielu wielkoobszarowych obszarach chronionych. W Malawi pospolity głównie w rezerwatach. Osobniki z podgatunku T. e. ruahae występują w Parku Narodowym Ruaha i Katavi. Prawdopodobnie mało zauważalnym zagrożeniem dla gatunku jest handel, który jednak nie ma dużego wpływu na populację. Potencjalnym zagrożeniem są zmiany klimatyczne, zwłaszcza w północnej części Afryki. W RPA toko białogrzbiete podgatunku rufirostris używają do gniazdowania budek lęgowych, u toko podgatunku T. e. kempi w Senegalu również zauważono korzystanie z budek.